# Страдань
Страдань — деревня в Троицком административном округе Москвы (до 1 июля 2012 года в составе Подольского района Московской области). Входит в состав поселения Краснопахорское.

## Население
| 1859 | 1890 | 1899 | 1926 | 2002 | 2006 | 2010 |
| ---- | ---- | ---- | ---- | ---- | ---- | ---- |
| 199  | ↗261 | ↘190 | ↗231 | ↘35  | ↘31  | ↗35  |

Согласно Всероссийской переписи, в 2002 году в деревне проживало 35 человек (10 мужчин и 25 женщин). По данным на 2005 год в деревне проживал 31 человек.

## География
Деревня Страдань расположена в северо-восточной части Троицкого административного округа, примерно в 43 км к юго-западу от центра города Москвы и 17 км к западу от центра города Подольска, на реке Страдани.
У западной окраины деревни проходит Калужское шоссе А130, в 3 км к югу — Московское малое кольцо А107. Ближайшие населённые пункты — сёла Красное и Красная Пахра.
В деревне Страдань расположены следующие улицы:
Западная, Запрудная, Ключевая, Луговая, Первомайская, Полевая, Родниковая, Рябиновая, Сиреневая, Советская, Солнечная, Центральная, Школьная и Луговой переулок.

## История
Село Страдань упоминается в переписных книгах 1627—1628 годов. Тогда там находился погост с деревянной церковью Преображения Господня. Церковь эта несколько раз перестраивалась, и в начале XX века вместо неё началось строительство новой каменной церкви (архитектор Н. П. Марков). В советское время церковь была разобрана и до наших дней не сохранилась.

…Къ этому сельцу принадлежали деревни Горки, на рѣкѣ Пахрѣ, и Гавриловка, а Страдань тожъ, на рѣчкѣ Страдани.— писцовые книги 1627—1628 гг.
В «Списке населённых мест» 1862 года — владельческая деревня 1-го стана Подольского уезда Московской губернии по левую сторону старокалужского тракта, в 16 верстах от уездного города и 13 верстах от становой квартиры, при речке Страданке, с 27 дворами и 199 жителями (87 мужчин, 112 женщин).
По данным на 1890 год — деревня Красно-Пахорской волости Подольского уезда с 261 жителем.
В 1913 году — 52 двора.
По материалам Всесоюзной переписи населения 1926 года — центр Страданьского сельсовета Красно-Пахорской волости Подольского уезда в 1,6 км от Калужского шоссе и 17,1 км от станции Гривно Курской железной дороги, проживал 231 житель (96 мужчин, 135 женщин), насчитывалось 50 хозяйств, из которых 49 крестьянских.
1929—1946 гг. — населённый пункт в составе Красно-Пахорского района Московской области.
1946—1957 гг. — в составе Калининского района Московской области.
1957—1958 гг. — в составе Ленинского района Московской области.
1958—1963, 1965—2012 гг. — в составе Подольского района Московской области.
1963—1965 гг. — в составе Ленинского укрупнённого сельского района Московской области.
С 2012 г. — в составе города Москвы.